# Boston Cream Pie

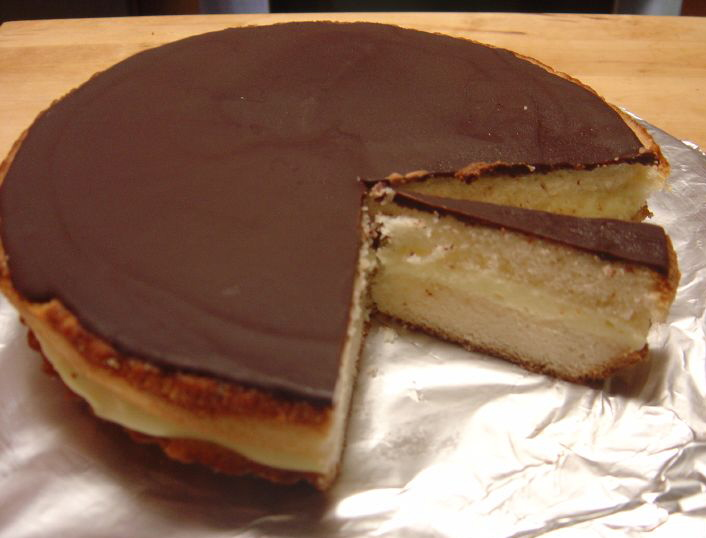
Boston Cream Pie

Boston Cream Pie ist ein mit einer Creme geschichteter und meist mit Schokolade überzogener Kuchen, der insbesondere im US-amerikanischen Bundesstaat Massachusetts  populär ist.

## Entstehung und Bestandteile
Der Überlieferung nach geht die Erfindung auf den Küchenchef des Bostoner Parker House Hotels (eröffnete 1855, heute Omni Parker House) zurück, der eine Variante der üblichen Pudding-Kuchen-Lagen einbrachte, bei der der Pudding durch eine leichtere Füllung aus Vanillecreme oder Bayerischer Creme ersetzt wurde. Der Name Cream Pie stammt auch aus dieser Zeit, in der diese Art von Cremes bis dahin nur zur Unterlegung der Früchte in Torten verwendet wurde. Die Pie besteht aus zwei Lagen Kuchenteig mit Füllung und wird zum Schluss mit einem Schokoladenüberzug versehen, seltener auch mit Zuckerglasur überzogen und mit Cocktailkirschen verziert.

## Variante
Das Gebäck ist in Massachusetts sehr populär, es gibt auch eine runde Variante, den Boston Cream Donut, der dem Berliner Pfannkuchen ähnelt, jedoch mit Bostoner Cremefüllung versehen ist und entsprechend der Boston Cream Pie mit einem Schokoladenüberzug bestrichen wird. Beide Gebäcke, Boston Cream Pie und Boston Cream Donut, werden vom Bundesstaat Massachusetts als Nationalgebäcke gelistet.